# 巴鲁瓦地区特龙维尔
巴鲁瓦地区特龙维尔（法語：Tronville-en-Barrois，法語發音：[tʁɔ̃vil ɑ̃ baʁwa]），或纯音译作特龙维尔昂巴鲁瓦，是法国默兹省的一个市镇，位于该省西南部，属于巴勒迪克区。

## 地理
巴鲁瓦地区特龙维尔（48°43'13"N, 5°16'42"E）面积12.64 平方千米，位于法国大東部大區默兹省，该省份为法国西北部内陆省份，北与比利时接壤，西接马恩省和阿登省，南至上马恩省和孚日省，东临默尔特-摩泽尔省。
与巴鲁瓦地区特龙维尔接壤的市镇（或旧市镇、城区）包括：盖尔蓬、卢瓦塞、奥尔南河畔楠苏瓦、大楠村、萨尔马涅、沃莱讷、屈莱。

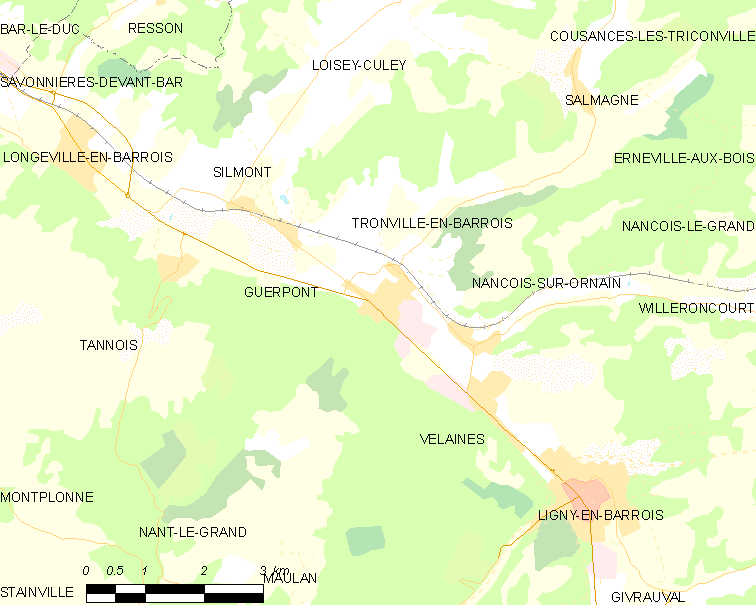
巴鲁瓦地区特龙维尔的OSM定位图

巴鲁瓦地区特龙维尔的时区为UTC+01:00、UTC+02:00（夏令时）。

## 行政
巴鲁瓦地区特龙维尔的邮政编码为55310，INSEE市镇编码为55519。

## 政治
巴鲁瓦地区特龙维尔所属的省级选区为昂塞维尔县。

## 人口

1962-2008年间巴鲁瓦地区特龙维尔人口变化图示

巴鲁瓦地区特龙维尔于2022年1月1日时的人口数量为1319人。